# 2015–2016-os magyar női röplabdabajnokság
A 2015–2016-os magyar női röplabdabajnokság a hetvenegyedik magyar női röplabdabajnokság volt. A bajnokságban tizenkét csapat indult el, a csapatok két kört játszottak. Az alapszakasz után az 1-8. helyezettek play-off rendszerben játszottak a végső helyezésekért, míg a 9-12. helyezettek az addigi pontjaikat megtartva egymás közt még két kört játszottak.

## Alapszakasz
| #   | Csapat                           | M  | Gy | GyD | VD | V  | Sz+ | Sz- | P  |
| --- | -------------------------------- | -- | -- | --- | -- | -- | --- | --- | -- |
| 1.  | Linamar-Békéscsabai RSE          | 22 | 20 | 2   | 0  | 0  | 66  | 7   | 64 |
| 2.  | Vasas SC-Óbuda                   | 22 | 20 | 0   | 1  | 1  | 62  | 8   | 61 |
| 3.  | Újpesti TE                       | 22 | 16 | 1   | 1  | 4  | 54  | 24  | 50 |
| 4.  | Jászberényi RK                   | 22 | 15 | 0   | 1  | 6  | 52  | 23  | 46 |
| 5.  | MTK-Budapest                     | 22 | 11 | 1   | 5  | 5  | 47  | 33  | 40 |
| 6.  | TEVA-Gödöllői RC                 | 22 | 11 | 2   | 1  | 8  | 42  | 35  | 38 |
| 7.  | Fatum-NRK Nyíregyháza            | 22 | 9  | 2   | 1  | 10 | 40  | 38  | 32 |
| 8.  | 1. MCM-Diamant Kaposvári Egyetem | 22 | 6  | 2   | 0  | 14 | 29  | 46  | 22 |
| 9.  | Testnevelési Főiskola SE         | 22 | 6  | 0   | 1  | 15 | 22  | 52  | 19 |
| 10. | Budaörsi DSE                     | 22 | 3  | 2   | 0  | 17 | 18  | 56  | 13 |
| 11. | Röpke SE Kecskemét               | 22 | 3  | 0   | 1  | 18 | 13  | 59  | 10 |
| 12. | Albrecht-Miskolci VSC-MVSI       | 22 | 0  | 0   | 0  | 22 | 2   | 66  | 0  |

* M: Mérkőzés Gy: Győzelem GyD: Győzelem döntő szettben VD: Vereség döntő szettben V: Vereség Sz+: Nyert szett Sz-: Vesztett szett P: Pont

## Rájátszás

### 1–8. helyért
Negyeddöntő: Linamar-Békéscsabai RSE–1. MCM-Diamant Kaposvári Egyetem 3:0, 3:0 és Vasas SC-Óbuda–Fatum-NRK Nyíregyháza 3:2, 3:1 és Újpesti TE–TEVA-Gödöllői RC 3:0, 3:1 és Jászberényi RK–MTK-Budapest 3:2, 0:3, 3:0
Elődöntő: Linamar-Békéscsabai RSE–Jászberényi RK 3:0, 3:0, 3:0 és Vasas SC-Óbuda–Újpesti TE 3:1, 3:1, 1:3, 1:3, 3:0
Döntő: Linamar-Békéscsabai RSE–Vasas SC-Óbuda 3:1, 3:0, 3:0
3. helyért: Újpesti TE–Jászberényi RK 3:0, 2:3, 3:2, 3:0
5–8. helyért: MTK-Budapest–1. MCM-Diamant Kaposvári Egyetem 3:0, 3:0 és TEVA-Gödöllői RC–Fatum-NRK Nyíregyháza 2:3, 3:1, 3:1
5. helyért: MTK-Budapest–TEVA-Gödöllői RC 3:1, 3:0
7. helyért: Fatum-NRK Nyíregyháza–1. MCM-Diamant Kaposvári Egyetem 3:0, 3:1

### 9–12. helyért
| #   | Csapat                     | M  | Gy | GyD | VD | V  | Sz+ | Sz- | P  |
| --- | -------------------------- | -- | -- | --- | -- | -- | --- | --- | -- |
| 9.  | Testnevelési Főiskola SE   | 28 | 7  | 3   | 3  | 15 | 38  | 64  | 30 |
| 10. | Budaörsi DSE               | 28 | 7  | 3   | 1  | 17 | 35  | 62  | 28 |
| 11. | Röpke SE Kecskemét         | 28 | 5  | 1   | 2  | 20 | 25  | 72  | 19 |
| 12. | Albrecht-Miskolci VSC-MVSI | 28 | 0  | 0   | 1  | 27 | 6   | 84  | 1  |

* M: Mérkőzés Gy: Győzelem GyD: Győzelem döntő szettben VD: Vereség döntő szettben V: Vereség Sz+: Nyert szett Sz-: Vesztett szett P: Pont